# 2994 Flynn
A 2994 Flynn (ideiglenes jelöléssel 1975 PA) a Naprendszer kisbolygóövében található aszteroida. A Perthi Obszervatórium csillagászai fedezték fel 1975. augusztus 14-én.